# Bente Pedersen
Bente Pedersen (ur. 1961) – norweska pisarka, autorka wielotomowych sag.

## Życiorys
Z wykształcenia jest nauczycielką. Zadebiutowała jako pisarka w 1976 na łamach czasopisma „Romantyka”. W latach 1986–1993 opublikowała cieszący się dużą popularnością czterdziestotomowy cykl powieściowy Raija ze śnieżnej krainy (tyt. oryg. Raija), w którym przedstawiła historię północnej Skandynawii, współistnienie na jej obszarze różnych kultur (z wynikającymi z tego problemami i napięciami), m.in. lapońskiej i rosyjskiej.
W Polsce jest znana jako autorka sagi Raija ze śnieżnej krainy (Raija), z której na język polski zostało przełożonych 40 tomów, sagi Roza znad fiordów (Rosa), z której na język polski zostały przełożone 34 tomy oraz sagi Trzy siostry (Tre søstre), z której na język polski zostało przełożonych 39 tomów.
Ma fińskie pochodzenie. Mieszka za kręgiem polarnym, dlatego bardzo dobrze zna obyczaje i kulturę lapońską.